# Vismia torrei
Vismia torrei är en johannesörtsväxtart som beskrevs av Eduardo José Santos Moreira Mendes. Vismia torrei ingår i släktet Vismia och familjen johannesörtsväxter. Inga underarter finns listade i Catalogue of Life.